# Tim Thomerson
Joseph Timothy „Tim” Thomerson (ur. 8 kwietnia 1946 w Coronado) – amerykański aktor i producent filmowy.

## Życiorys
Urodził się w Coronado w Kalifornii. Wychował się zarówno na Hawajach, jak i w San Diego. Po pobycie w Gwardii Narodowej Stanów Zjednoczonych, gdzie służył jako kucharz w firmie czołgów z aktorem Brionem Jamesem, Thomerson postanowił zostać aktorem, jednocześnie podejmując pracę jako wykonawca scenografii i rekwizytor w Old Globe Theatre w San Diego. Studiował aktorstwo pod kierunkiem Stelli Adler w Nowym Jorku i Los Angeles.
Po studiach rozpoczął karierę jako komik stand-uper, doskonaląc swoje umiejętności. Występował w klubach komediowych, takich jak The Bitter End w Greenwich Village, The Improv w Los Angeles i Catch a Rising Star w Nowym Jorku. Obok Davida Lettermana, Jaya Leno i Freddiego Prinze w Los Angeles stał się stałym bywalcem Comedy Store i Improv, a także występował w licznych programach telewizyjnych i w Las Vegas.
W 1975 rozpoczął karierę ekranową od udziału w dramacie telewizyjnym NBC Cień na ulicach (A Shadow in the Streets) w reżyserii Richarda Donnera u boku Tony’ego Lo Bianco. Wkrótce trafił na kinowy ekran w komedii Michaela Schultza Myjnia samochodowa (Car Wash, 1976) jako blondyn Ken na randce Marshy. Następnie zagrał psychologa kryminalnego Jerry’ego Moriarity w slasherze Zamroczenie (Fade to Black, 1980).

## Filmografia

### Filmy
- 1976: Myjnia samochodowa (Car Wash) jako Kenny
- 1978: Dzień weselny (A Wedding) jako Russell Bean
- 1982: Honkytonk Man jako patrol drogowy
- 1983: Niespotykane męstwo (Uncommon Valor) jako Charts
- 1984: Kryształ górski (Rhinestone) jako Barnett Kale
- 1985: Ochotnicy (Volunteers) jako John Reynolds
- 1986: Żelazny Orzeł (Iron Eagle) jako pułkownik Ted Masters
- 1987: Cherry model 2000 jako Lester
- 1990: Air America jako Babo
- 1992: Nemesis jako Farnsworth
- 1998: Las Vegas Parano (Fear and Loathing in Las Vegas) jako Hoodlum
- 2002: Ekspres śmierci (Con Express) jako Bill Barnes
- 2004: Paparazzi jako umundurowany oficer
- 2005: Zatopieni jako Owen Cantrell

### Seriale TV
- 1978: Hawaii Five-O jako Mik Chandler
- 1978: Starsky i Hutch jako Phil
- 1979: Mork i Mindy (Mork & Mindy) jako Sergie
- 1984: Detektyw Hunter (Hunter) jako detektyw Gil Glasgow
- 1984: Posterunek przy Hill Street (Hill Street Blues) jako Nat Rikers – właściciel motelu Shady
- 1985: Napisała: Morderstwo ( Sudden Death) jako porucznik Clyde Pitts
- 1986: Detektyw Hunter (Hunter) jako sierżant Harry Traynor
- 1988: Detektyw Hunter (Hunter) jako Mule Mulelowski
- 1989: Młodzi jeźdźcy (The Young Riders) jako pułkownik Savage
- 1989: Na wariackich papierach (Moonlighting) jako Brock Ash
- 1990: Napisała: Morderstwo (Murder - According to Maggie) jako Bert Rogers
- 1991: Słoneczny patrol (Baywatch) jako Jim „Buzz” Buchannon
- 1997: Nowe przygody Supermana (Lois & Clark: The New Adventures of Superman) jako Woody Sams
- 1997: Xena: Wojownicza księżniczka (Xena: Warrior Princess) jako Meleager Mighty
- 1999: Siedmiu wspaniałych jako Guy Royal
- 1999: Sabrina, nastoletnia czarownica (Sabrina, the Teenage Witch) jako Pan Alcerro
- 2001-2003: Dni naszego życia (Days of our Lives) jako Oliver Wentworth
- 2011: Shameless – Niepokorni jako A.B. Fisher

### Gry komputerowe
- 2011: Homefront jako głos wolności
- 2011: Saints Row: The Third jako Cyrus Temple (głos)
- 2013: Saints Row IV jako symulacja Cyrusa (głos)